# Tiệc Ly
Bài này nói về một sự kiện tôn giáo, xin xem Bữa ăn tối cuối cùng (định hướng) cho các nghĩa khác.
Về bức tranh của Leonardo da Vinci xin xem Bữa ăn tối cuối cùng (Leonardo da Vinci).

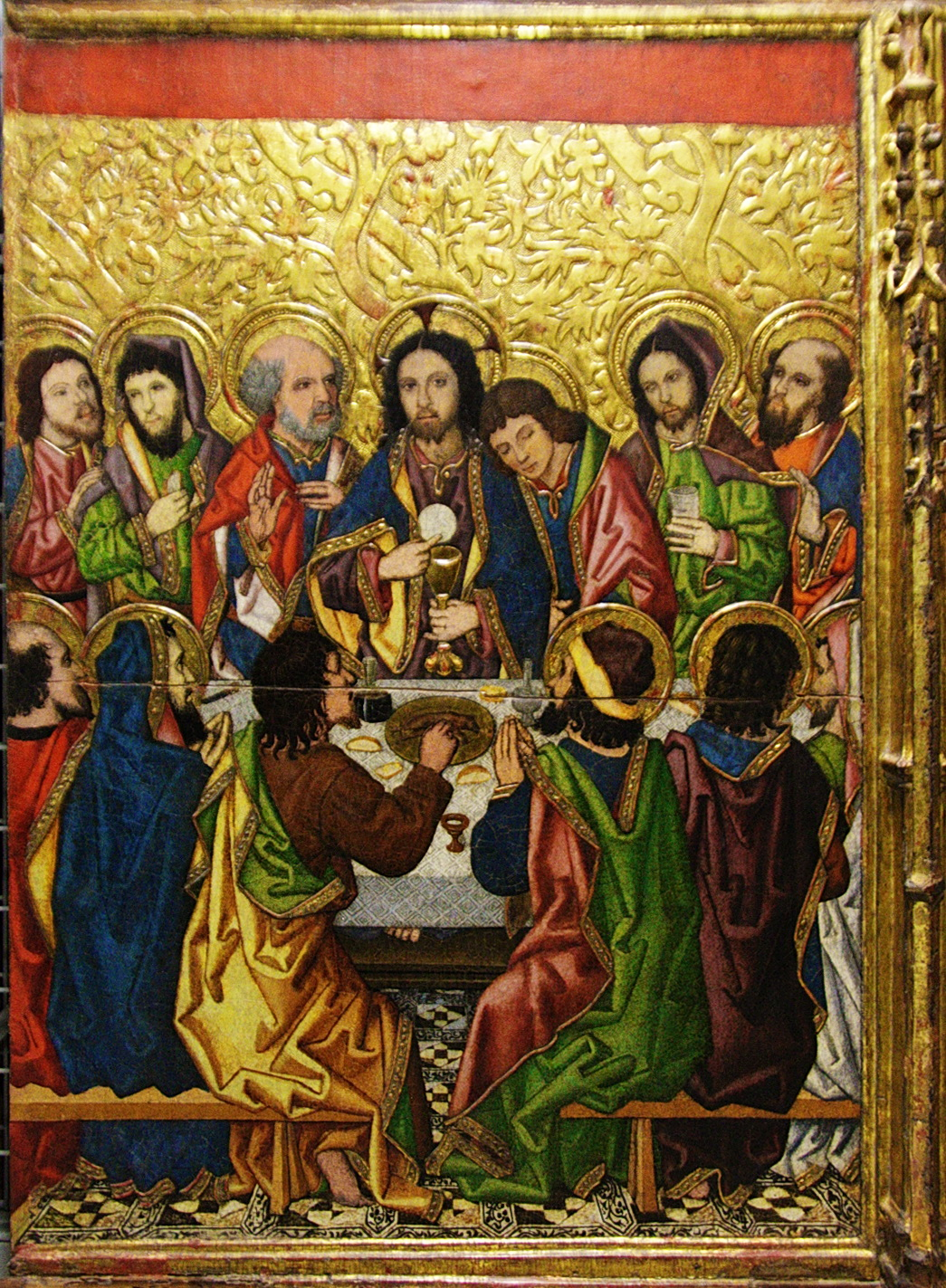
Hình Tiệc Ly trong số các hình trang trí tại bàn thờ của nhà thờ Sant Esteve de Granollers

Theo các sách phúc âm, Tiệc Ly là bữa ăn sau cùng Chúa Giê-su chia sẻ với các môn đồ trước khi ngài chết. Tiệc Ly cũng là tiêu đề của nhiều tác phẩm hội họa, nổi tiếng nhất có lẽ là bức tranh của danh họa Leonardo da Vinci. Theo các học giả, bữa ăn là dịp kỷ niệm Lễ Vượt qua, cử hành vào tối thứ Năm trước khi Chúa Giê-xu chịu đóng đinh trên thập tự giá vào thứ Sáu. Quan điểm này dựa trên ký thuật của các sách Phúc âm Nhất lãm, nhưng theo ký thuật của Phúc âm John (Gioan hoặc Giăng), Tiệc Ly được tổ chức trước Lễ Vượt qua, như vậy Chúa Giê-xu trút hơi thở cuối cùng ngay vào thời điểm giết con chiên trong lễ Vượt qua (ký thuật này được chấp nhận bởi Chính Thống giáo). Một số tín hữu Cơ Đốc tin rằng, qua sự xem xét cẩn trọng các ký thuật của các sách phúc âm, thời điểm tổ chức bữa Tiệc Ly là vào thứ Ba, và Chúa Giê-xu chịu đóng đinh vào thứ Tư.
Trong bữa Tiệc Ly, khi cầm bánh và rượu nho, Chúa Giê-xu bảo các môn đồ, "Hãy làm điều này để nhớ đến ta", (1 Cor 11.23-25).
Theo Kinh thánh, Tiệc Ly được tổ chức tại một nơi ngày nay gọi là Căn phòng Tiệc Ly trên núi Zion, ngay bên ngoài bức tường của Cổ thành Jerusalem.

## Hồi niệm Tiệc Ly
Tín hữu Công giáo tưởng nhớ Tiệc Ly là sự kiện Chúa Giê-xu thiết lập hai bí tích: Thánh Thể và Truyền chức thánh, trong khi tín hữu Kháng Cách (Protestant) xem sự kiện này là "sự khởi đầu của Giao ước mới", đã được tiên báo bởi Tiên tri Jeremiah, được làm ứng nghiệm bởi Chúa Giê-xu tại bữa Tiệc Ly, khi Ngài phán "Hãy lấy ăn đi, (bánh) này là Thân thể Ta, vỡ ra vì các ngươi. Hãy lấy chén và uống; (rượu nho) này là Huyết Ta, đổ ra cho nhiều người để được tha tội". Nhiều tín hữu Cơ Đốc xem việc tưởng nhớ với Bánh và Rượu nho là sự ứng nghiệm cho ý nghĩa tiên báo của lễ Vượt qua, vì Chúa Giê-xu Cơ Đốc đã trở nên "sinh tế Lễ Vượt qua của chúng ta, đã hi sinh vì chúng ta" (1Cor. 5.7). Như thế, dự phần vào lễ Vượt qua nay trở nên dấu hiệu của Giao ước mới, trong sự hiểu biết đầy đủ về ý nghĩa của nghi thức này.

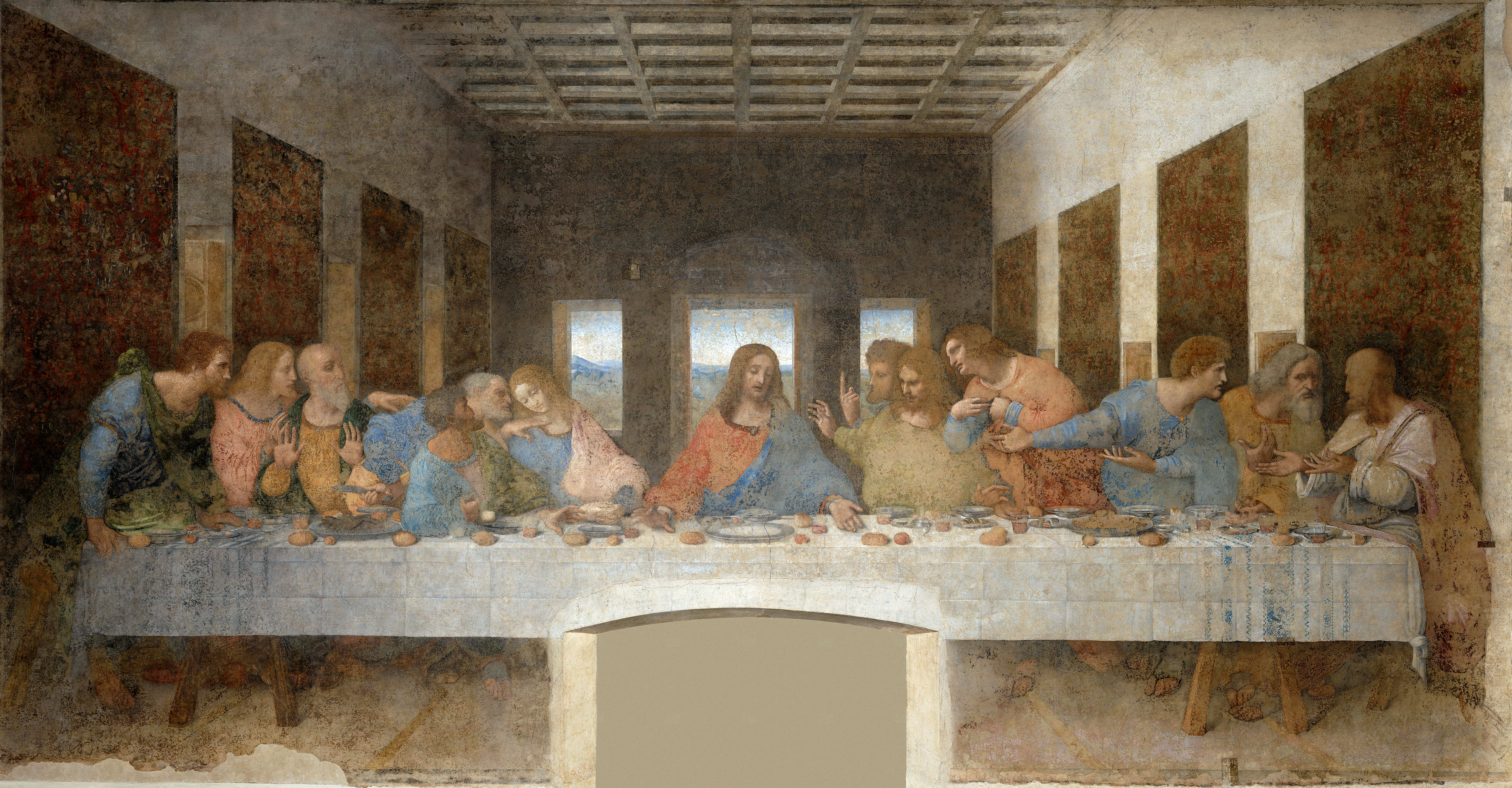
Bữa ăn tối cuối cùng (Leonardo da Vinci), một bức fresco tại Milano (1498) của Leonardo da Vinci

Cơ Đốc giáo tiên khởi đã thiết lập lễ tưởng nhớ trong hình thức của bữa ăn được gọi là "tiệc thương yêu" (agape feast). Agape trong Hi văn có nghĩa là yêu thương, theo ý nghĩa tình yêu thiên thượng hơn là tình yêu của con người. Tiệc yêu thương là bữa ăn cộng đồng, mỗi người đem thức ăn của mình đến để chia sẻ với người khác trong một căn phòng chung.
Nghi thức thờ phượng này được thể hiện trong lễ Misa theo truyền thống Công giáo, Giáo nghi Thần thượng trong Chính Thống giáo, hoặc lễ Vượt qua Cơ Đốc trong các giáo hội khác. Trong nghi thức thờ phượng này, Công giáo và Chính Thống giáo cử hành Bí tích Thánh thể (Eucharist). Eucharist trong Hi văn là eucharistos có nghĩa là tạ ơn.
Thuật ngữ Tiệc Thánh (Holy Communion) được sử dụng trong nhiều truyền thống Cơ Đốc khác, nhấn mạnh đến bản chất của thánh lễ, như là "sự thông công mật thiết" giữa Thiên Chúa và con người, điều này chỉ có thể thực hiện được qua sự chết hiến tế của Chúa Giê-xu.